# Pont aval
Le pont aval est un pont situé à Paris.

## Situation
Comme son nom l'indique, il est le dernier pont en aval qui enjambe la Seine sur le territoire de la capitale, au sud-ouest de celle-ci.
Le pont aval est situé entre les 15e et 16e arrondissements.
Il surplombe :
- le quai Saint-Exupéry et le quai du Point-du-Jour rive droite (au nord).
- le quai d'Issy-les-Moulineaux et le quai du Président-Roosevelt sur la rive gauche (au sud)

Il s'agit d'un pont exclusivement automobile, utilisé par le boulevard périphérique.
Ce site est desservi par la station de métro Porte de Saint-Cloud.

## Historique
D'une longueur totale de 312,50 m, le plus long de Paris, le pont aval fut inauguré en 1968. Il ne porte par ailleurs aucun nom officiel, la désignation « aval » lui ayant été consacrée par l'usage.

## Description

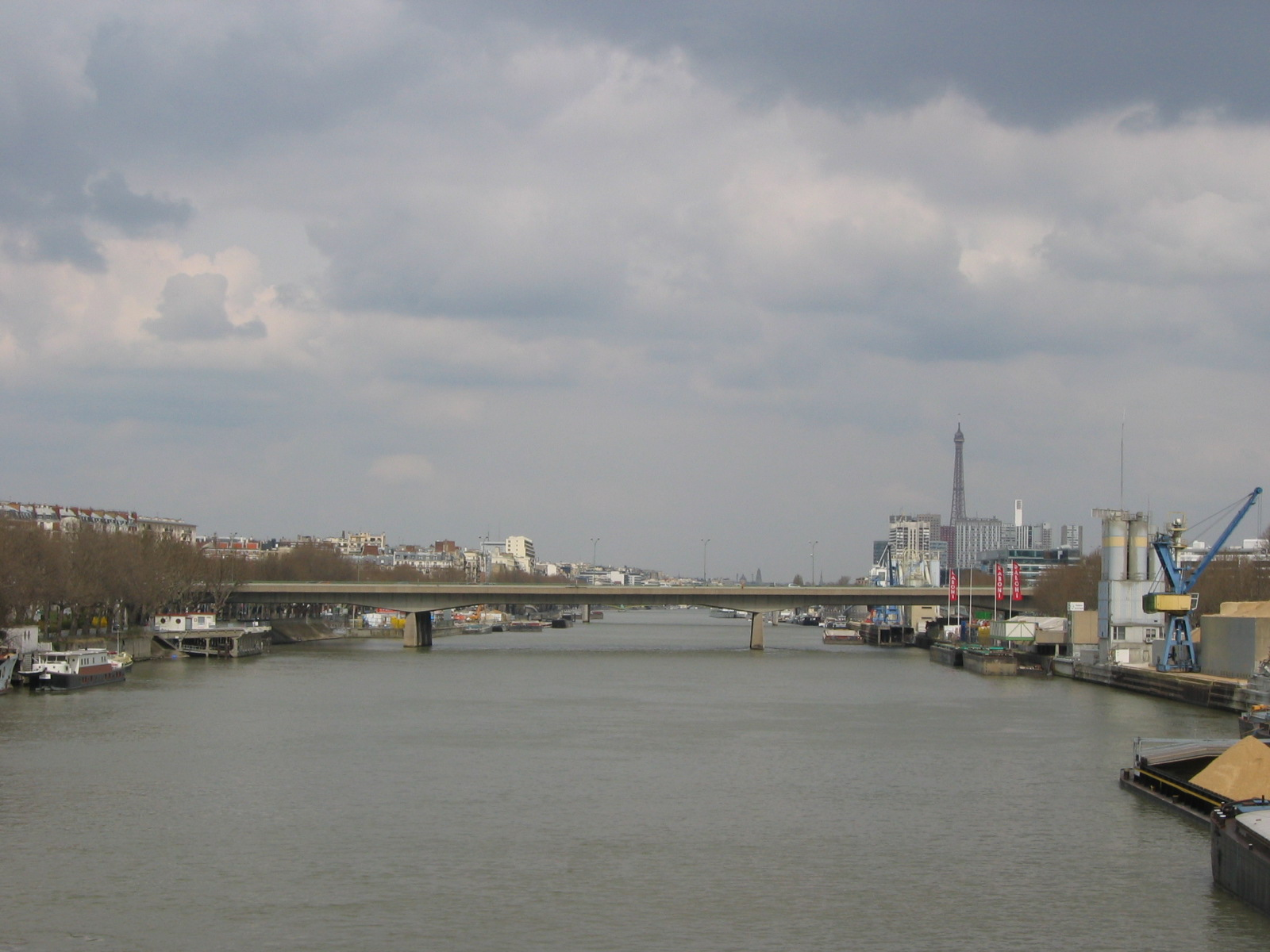
Vue depuis le pont d'Issy.
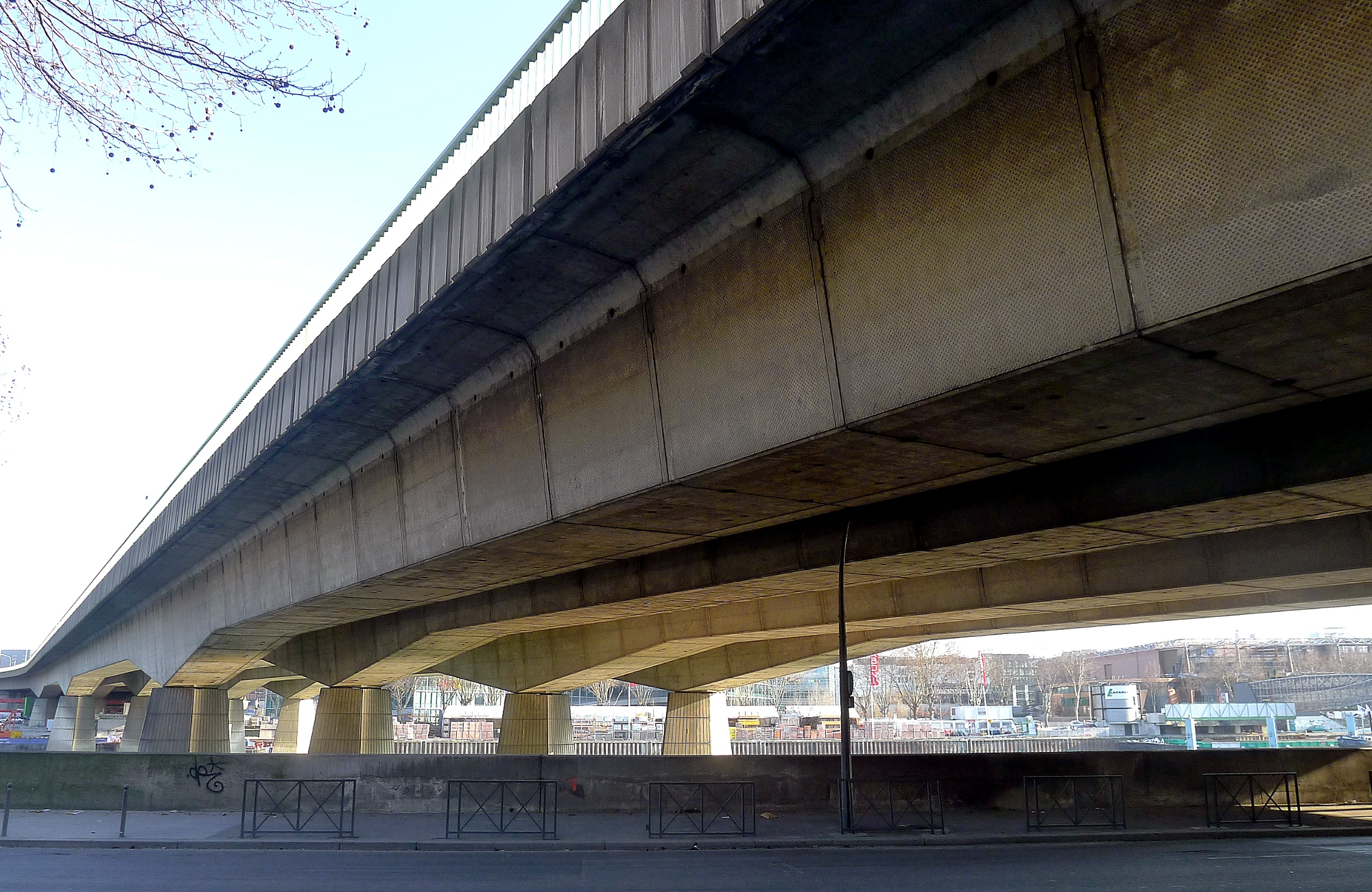
Détail des structures.